# Церква Сурб Грігор Лусаворич
Церква Сурб Грігор Лусаворіча (Св. Григорія Просвітителя) Татевського монастиря була споруджена сюнікським князем Пилипосом у середині IX ст., в період відновлення Вірменією незалежності і проголошення середньовічного вірменського Анійського царства Багратуні.

## Екскурс
Сурб Григор Лусаворіча — найбільш рання зі збережених культових споруд обителі. За повідомленням історика, політичного і церковного діяча XIII ст. Степаноса Орбеляна перша церква була споруджена тут ще в IV ст. і мала досить скромний вигляд. Саме на її місці була споруджена церква Св. Григорія Просвітителя, до стін якої з півдня пізніше примкнув собор святих апостолів Петра і Павла. Церква була зруйнована землетрусом в 1138 р., і була відновлена в кінці XIII ст. династією Орбелян. З архітектурної точки зору — це склепінчастий зал з помірним декором, що відображає еволюцію переходу від суворого раннього середньовіччя до епохи просвітництва, властиву для Татева. Церква Св. Григорія Просвітителя унікальна тим, що саме навколо неї і став «збиратися» Татевський монастирський комплекс.